# Copa América 2015
La Copa América 2015, nota anche come Cile 2015, è stata la 44ª edizione del massimo torneo di calcio continentale per squadre nazionali maggiori maschili organizzato dalla CONMEBOL. Si è svolta dall'11 giugno al 4 luglio 2015 in Cile, che per la settima volta ha ospitato il torneo, superato solo dall'Argentina (9) in fatto di edizioni ospitate. A vincere la manifestazione è stata la nazionale padrona di casa che, con il successo, ha acquisito il diritto di partecipare alla Confederations Cup 2017.

## Scelta della sede
Dopo la Copa América 2011 in Argentina, il Brasile era stato scelto come paese ospitante. Visto, però, che tale paese aveva ottenuto anche l'organizzazione della Confederations Cup 2013, dei Mondiali 2014 e dei Giochi Olimpici 2016, con il Cile (al quale spettava ospitare il torneo nel 2019) è stata concordata un'inversione di edizioni, pertanto quella del 2015 si è svolta in quest'ultimo paese.

## Diritti tv
In Italia la competizione è stata trasmessa in esclusiva da Gazzetta TV, canale 59 del digitale terrestre.

## Canzone ufficiale
La canzone ufficiale si chiama Al Sur del Mundo, cantata dai Noche de Brujas.

## Stadi
| Antofagasta                              | Antofagasta                       | Antofagasta Concepción La Serena Rancagua Santiago Temuco Valparaíso Viña del MarCopa América 2015 (Cile) | La Serena                      |
| ---------------------------------------- | --------------------------------- | --- | ------------------------------ |
| Estadio Calvo y Bascuñán                 | Estadio Calvo y Bascuñán          | Antofagasta Concepción La Serena Rancagua Santiago Temuco Valparaíso Viña del MarCopa América 2015 (Cile) | Estadio La Portada             |
| Capacità: 21 178                         | Capacità: 21 178                  | Antofagasta Concepción La Serena Rancagua Santiago Temuco Valparaíso Viña del MarCopa América 2015 (Cile) | Capacità: 17 194               |
|                                          |                                   | Antofagasta Concepción La Serena Rancagua Santiago Temuco Valparaíso Viña del MarCopa América 2015 (Cile) |                                |
| Viña del Mar                             | Viña del Mar                      | Antofagasta Concepción La Serena Rancagua Santiago Temuco Valparaíso Viña del MarCopa América 2015 (Cile) | Valparaíso                     |
| Estadio Sausalito                        | Estadio Sausalito                 | Antofagasta Concepción La Serena Rancagua Santiago Temuco Valparaíso Viña del MarCopa América 2015 (Cile) | Estadio Elías Figueroa Brander |
| Capacità: 22 340                         | Capacità: 22 340                  | Antofagasta Concepción La Serena Rancagua Santiago Temuco Valparaíso Viña del MarCopa América 2015 (Cile) | Capacità: 23 000               |
|                                          |                                   | Antofagasta Concepción La Serena Rancagua Santiago Temuco Valparaíso Viña del MarCopa América 2015 (Cile) |                                |
| Santiago                                 | Santiago                          | Antofagasta Concepción La Serena Rancagua Santiago Temuco Valparaíso Viña del MarCopa América 2015 (Cile) | Rancagua                       |
| Estadio Nacional Julio Martinez Pradanos | Estadio Monumental David Arellano | Antofagasta Concepción La Serena Rancagua Santiago Temuco Valparaíso Viña del MarCopa América 2015 (Cile) | Estadio El Teniente            |
| Capacità: 48 745                         | Capacità: 47 347                  | Antofagasta Concepción La Serena Rancagua Santiago Temuco Valparaíso Viña del MarCopa América 2015 (Cile) | Capacità: 15 600               |
|                                          |                                   | Antofagasta Concepción La Serena Rancagua Santiago Temuco Valparaíso Viña del MarCopa América 2015 (Cile) |                                |
| Concepción                               | Concepción                        | Antofagasta Concepción La Serena Rancagua Santiago Temuco Valparaíso Viña del MarCopa América 2015 (Cile) | Temuco                         |
| Estadio Ester Roa Rebolledo              | Estadio Ester Roa Rebolledo       | Antofagasta Concepción La Serena Rancagua Santiago Temuco Valparaíso Viña del MarCopa América 2015 (Cile) | Estadio Germán Becker          |
| Capacità: 35 000                         | Capacità: 35 000                  | Antofagasta Concepción La Serena Rancagua Santiago Temuco Valparaíso Viña del MarCopa América 2015 (Cile) | Capacità: 18 936               |
|                                          |                                   | Antofagasta Concepción La Serena Rancagua Santiago Temuco Valparaíso Viña del MarCopa América 2015 (Cile) |                                |

## Nazionali partecipanti
Partecipano al torneo, di diritto, le nazionali dei dieci Paesi membri della CONMEBOL (Argentina, Bolivia, Brasile, Cile, Colombia, Ecuador, Paraguay, Perù, Uruguay e Venezuela) più, in quanto invitate, le rappresentative del Messico e del Giappone. A seguito del rifiuto del Giappone di prendere parte alla competizione, l'invito è stato quindi rivolto alla Cina. Tuttavia, preso atto anche della rinuncia da parte di quest'ultima, degli Stati Uniti e della Costa Rica, come dodicesima nazionale partecipante è stata individuata la Giamaica.
| N° | Nazione   | Iscrizione CONMEBOL | Iscrizione CONCACAF | Note |
| -- | --------- | ------------------- | ------------------- | --- |
| 1  | Argentina | 1916                | -                   | |
| 2  | Brasile   | 1916                | -                   | |
| 3  | Cile      | 1916                | -                   | Nazione ospitante |
| 4  | Uruguay   | 1916                | -                   | Detentore della Coppa America 2011 |
| 5  | Paraguay  | 1921                | -                   | |
| 6  | Perù      | 1925                | -                   | |
| 7  | Bolivia   | 1926                | -                   | |
| 8  | Ecuador   | 1927                | -                   | |
| 9  | Colombia  | 1936                | -                   | |
| 10 | Venezuela | 1952                | -                   | |
| 11 | Messico   | -                   | 1961                | Detentore della Gold Cup 2011 |
| 12 | Giamaica  | -                   | 1965                | Cina, detentore della Coppa dell'Asia orientale 2010, rinuncia Costa Rica, detentore della Coppa centroamericana 2014, rinuncia Giappone, detentore della Coppa dell'Asia orientale 2013, rinuncia Stati Uniti, detentore della Gold Cup 2013, rinuncia Detentore della Coppa dei Caraibi 2014 |

## Sorteggio dei Gruppi
Il sorteggio per la definizione della fase a gironi si è tenuto a Viña del Mar, il 24 novembre 2014.
| 1ª urna (teste di serie) | 2ª urna                  | 3ª urna               | 4ª urna                    |
| ------------------------ | ------------------------ | --------------------- | -------------------------- |
| Cile Argentina Brasile   | Uruguay Colombia Messico | Ecuador Paraguay Perù | Bolivia Venezuela Giamaica |

| Gruppo A | Gruppo B  | Gruppo C  |
| -------- | --------- | --------- |
| Cile     | Argentina | Brasile   |
| Messico  | Uruguay   | Colombia  |
| Ecuador  | Paraguay  | Perù      |
| Bolivia  | Giamaica  | Venezuela |

## Arbitri
| - Néstor Pitana - Assistente: Hernán Maidana - Assistente: Juan Pablo Belatti - Raúl Orosco - Assistente: Javier Bustillos - Assistente: Juan Montaño - Sandro Ricci - Assistente: Emerson de Carvalho - Assistente: Fabio Pereira - Enrique Osses - Jorge Osorio - Julio Bascuñán - Assistente: Carlos Astroza - Assistente: Marcelo Barraza - Assistente: Raúl Orellana - Wilmar Roldán - Assistente: Alexander Guzmán - Assistente: Cristian de la Cruz - Carlos Vera - Assistente: Christian Lezcano - Assistente: Byron Romero |  | - Joel Aguilar - Assistente: Garnet Page - Assistente: Ricardo Morgan - Roberto García Orozco - Assistente: José Luis Camargo - Assistente: Marvin Torrentera - Enrique Cáceres - Assistente: Rodney Aquino - Assistente: Carlos Cáceres - Víctor Carrillo - Assistente: César Escano - Assistente: Jonny Bossio - Andrés Cunha - Assistente: Mauricio Espinosa - Assistente: Carlos Pastorino - José Argote - Assistente: Jorge Urrego - Assistente: Jairo Romero |

## Fase a gironi
L'11 novembre 2014 la CONMEBOL ha annunciato il calendario delle partite della fase a gironi.
Le dodici squadre sono state divise in 3 gruppi da 4 squadre ciascuno. Ogni squadra affronta le altre 3 una volta. Sono assegnati 3 punti per la vittoria, 1 punto per il pareggio e 0 per la sconfitta. Le prime due squadre classificate in ciascun girone si qualificano ai quarti di finale, assieme alle due migliori terze.
La classifica viene stilata secondo i seguenti criteri:
- maggior numero di punti conquistati;
- miglior differenza reti;
- maggior numero di reti realizzate;
- risultato nello scontro diretto (solo tra due squadre);
- tiri di rigore (solo tra due squadre che si sfidano nell'ultima giornata del girone);
- sorteggio.

Tutte le partite sono giocate all'ora locale, UTC-3.

### Gruppo A

#### Classifica
| Pos. | Squadra | Pt | G | V | N | P | GF | GS | DR |
| ---- | ------- | -- | - | - | - | - | -- | -- | -- |
| 1    | Cile    | 7  | 3 | 2 | 1 | 0 | 10 | 3  | +7 |
| 2    | Bolivia | 4  | 3 | 1 | 1 | 1 | 3  | 7  | -4 |
| 3    | Ecuador | 3  | 3 | 1 | 0 | 2 | 4  | 6  | -2 |
| 4    | Messico | 2  | 3 | 0 | 2 | 1 | 4  | 5  | -1 |

#### Risultati
| Arbitro: | Néstor Pitana |

|                             |           |  |
| Vidal 66’ (rig.) Vargas 83’ | Marcatori |  |

| Viña del Mar 12 giugno 2015, ore 20:30 UTC-3 | Messico         | 0 – 0 referto | Bolivia | Estadio Sausalito (14 987 spett.)\| Arbitro: \| Enrique Cáceres \| |
| Arbitro:                                     | Enrique Cáceres |               |         |                                                                    |

| Arbitro: | Joel Aguilar |

|                          |           |                                                  |
| Valencia 48’ Bolaños 81’ | Marcatori | 5’ Raldés 18’ Smedberg-Dalence 43’ (rig.) Moreno |

| Arbitro: | Víctor Carrillo |

|                                  |           |                               |
| Vidal 22’, 54’ (rig.) Vargas 42’ | Marcatori | 21’, 66’ Vuoso 29’ R. Jiménez |

| Arbitro: | José Argote |

|                    |           |                          |
| Jiménez 64’ (rig.) | Marcatori | 26’ Bolaños 57’ Valencia |

| Arbitro: | Andrés Cunha |

|                                                          |           |  |
| Aránguiz 3’, 66’ Sánchez 37’ Medel 79’ Raldés 86’ (aut.) | Marcatori |  |

### Gruppo B

#### Classifica
| Pos. | Squadra   | Pt | G | V | N | P | GF | GS | DR |
| ---- | --------- | -- | - | - | - | - | -- | -- | -- |
| 1.   | Argentina | 7  | 3 | 2 | 1 | 0 | 4  | 2  | +2 |
| 2.   | Paraguay  | 5  | 3 | 1 | 2 | 0 | 4  | 3  | +1 |
| 3.   | Uruguay   | 4  | 3 | 1 | 1 | 1 | 2  | 2  | 0  |
| 4.   | Giamaica  | 0  | 3 | 0 | 0 | 3 | 0  | 3  | -3 |

#### Risultati
| Arbitro: | José Argote |

|                  |           |  |
| C. Rodriguez 52’ | Marcatori |  |

| Arbitro: | Wilmar Roldán |

|                             |           |                           |
| Agüero 29’ Messi 36’ (rig.) | Marcatori | 60’ N. Valdez 90’ Barrios |

| Arbitro: | Carlos Vera |

|             |           |  |
| Benítez 36’ | Marcatori |  |

| Arbitro: | Sandro Ricci |

|            |           |  |
| Agüero 56’ | Marcatori |  |

| Arbitro: | Roberto García Orozco |

|             |           |             |
| Giménez 29’ | Marcatori | 44’ Barrios |

| Arbitro: | Julio Bascuñán |

|             |           |  |
| Higuaín 11’ | Marcatori |  |

### Gruppo C

#### Classifica
| Pos. | Squadra   | Pt | G | V | N | P | GF | GS | DR |
| ---- | --------- | -- | - | - | - | - | -- | -- | -- |
| 1.   | Brasile   | 6  | 3 | 2 | 0 | 1 | 4  | 3  | +1 |
| 2.   | Perù      | 4  | 3 | 1 | 1 | 1 | 2  | 2  | 0  |
| 3.   | Colombia  | 4  | 3 | 1 | 1 | 1 | 1  | 1  | 0  |
| 4.   | Venezuela | 3  | 3 | 1 | 0 | 2 | 2  | 3  | -1 |

#### Risultati
| Arbitro: | Andrés Cunha |

|  |           |            |
|  | Marcatori | 60’ Rondón |

| Arbitro: | Roberto García Orozco |

|                               |           |          |
| Neymar 5’ Douglas Costa 90+3’ | Marcatori | 3’ Cueva |

| Arbitro: | Enrique Osses |

|  |           |             |
|  | Marcatori | 36’ Murillo |

| Arbitro: | Raúl Orosco |

|             |           |  |
| Pizarro 72’ | Marcatori |  |

| Temuco 21 giugno 2015, ore 16:00 UTC-3 | Colombia      | 0 – 0 referto | Perù | Estadio Germán Becker (17 332 spett.)\| Arbitro: \| Néstor Pitana \| |
| Arbitro:                               | Néstor Pitana |               |      |                                                                      |

| Arbitro: | Enrique Cáceres |

|                             |           |          |
| Thiago Silva 9’ Firmino 51’ | Marcatori | 84’ Miku |

### Raffronto tra le terze classificate
| Squadra  | Pt | G | V | N | P | GF | GS | DR | Gruppo |
| -------- | -- | - | - | - | - | -- | -- | -- | ------ |
| Uruguay  | 4  | 3 | 1 | 1 | 1 | 2  | 2  | 0  | B      |
| Colombia | 4  | 3 | 1 | 1 | 1 | 1  | 1  | 0  | C      |
| Ecuador  | 3  | 3 | 1 | 0 | 2 | 4  | 6  | -2 | A      |

## Fase a eliminazione diretta

### Tabellone
|  | Quarti di finale   | Quarti di finale |                |          | Semifinali                | Semifinali                |  |  | Finale        | Finale |
|  |                    |                  |                |          |                           |                           |  |  |               |        |
|  | 24 giugno 2015     |                  |                |          |                           |                           |  |  |               |        |
|  |                    |                  |                |          |                           |                           |  |  |               |        |
|  | 1A Cile            | 1                |                |          |                           |                           |  |  |               |        |
|  | 1A Cile            | 1                | 29 giugno 2015 |          |                           |                           |  |  |               |        |
|  | 3B Uruguay         | 0                |                |          |                           |                           |  |  |               |        |
|  | 3B Uruguay         | 0                | Cile           | 2        |                           |                           |  |  |               |        |
|  | 25 giugno 2015     |                  | Cile           | 2        |                           |                           |  |  |               |        |
|  |                    | Perù             | 1              |          |                           |                           |  |  |               |        |
|  | 2A Bolivia         | Perù             | 1              | 1        |                           |                           |  |  |               |        |
|  | 2A Bolivia         |                  | 4 luglio 2015  | 1        |                           |                           |  |  |               |        |
|  | 2C Perù            | 3                |                |          |                           |                           |  |  |               |        |
|  | 2C Perù            | 3                | Cile (dtr)     | 0 (4)    |                           |                           |  |  |               |        |
|  | 26 giugno 2015     |                  | Cile (dtr)     | 0 (4)    |                           |                           |  |  |               |        |
|  |                    | Argentina        | 0 (1)          |          |                           |                           |  |  |               |        |
|  | 1B Argentina (dtr) | Argentina        | 0 (1)          | 0 (5)    |                           |                           |  |  |               |        |
|  | 1B Argentina (dtr) | 30 giugno 2015   |                | 0 (5)    |                           |                           |  |  |               |        |
|  | 3C Colombia        | 0 (4)            |                |          |                           |                           |  |  |               |        |
|  | 3C Colombia        | 0 (4)            | Argentina      | 6        | Finale per il terzo posto | Finale per il terzo posto |  |  |               |        |
|  | 27 giugno 2015     |                  | Argentina      | 6        | Finale per il terzo posto | Finale per il terzo posto |  |  |               |        |
|  |                    | Paraguay         | 1              |          |                           |                           |  |  |               |        |
|  | 1C Brasile         | Paraguay         | 1              | 1 (3)    | Perù                      | 2                         |  |  |               |        |
|  | 1C Brasile         |                  |                | 1 (3)    | Perù                      | 2                         |  |  |               |        |
|  | 2B Paraguay (dtr)  | 1 (4)            |                | Paraguay | 0                         |                           |  |  |               |        |
|  | 2B Paraguay (dtr)  | 1 (4)            |                |          | 0                         |                           |  |  |               |        |
|  |                    |                  |                |          |                           |                           |  |  | 3 luglio 2015 |        |
|  |                    |                  |                |          |                           |                           |  |  |               |        |

### Quarti di finale
| Arbitro: | Sandro Ricci |

|          |           |  |
| Isla 81’ | Marcatori |  |

| Arbitro: | Wilmar Roldán |

|                   |           |                        |
| Moreno 84’ (rig.) | Marcatori | 20’, 23’, 73’ Guerrero |

| Arbitro: | Roberto García Orozco |

|                                              |                      |                                                            |
| Messi Garay Banega Lavezzi Biglia Rojo Tévez | Tiri di rigore 5 – 4 | J. Rodríguez Falcao Cuadrado Muriel Cardona Zúñiga Murillo |

| Arbitro: | Andrés Cunha |

|                                                            |                      |                                                   |
| Robinho 15’                                                | Marcatori            | 72’ (rig.) González                               |
| Fernandinho Éverton Ribeiro Miranda Douglas Costa Coutinho | Tiri di rigore 3 – 4 | Martínez V. Cáceres Bobadilla Santa Cruz González |

### Semifinali
| Arbitro: | José Argote |

|                 |           |                  |
| Vargas 42’, 64’ | Marcatori | 60’ (aut.) Medel |

| Arbitro: | Sandro Ricci |

|                                                               |           |             |
| Rojo 15’ Pastore 27’ Di María 47’, 53’ Agüero 80’ Higuaín 83’ | Marcatori | 43’ Barrios |

### Incontro per il terzo posto
| Arbitro: | Raúl Orosco |

|                           |           |  |
| Carrillo 48’ Guerrero 89’ | Marcatori |  |

### Finale
| Arbitro: | Wilmar Roldán |

|                                  |                      |                      |
| Fernández Vidal Aránguiz Sánchez | Tiri di rigore 4 – 1 | Messi Higuaín Banega |

| Manica sinistra · Manica sinistra · Maglietta · Maglietta · Manica destra · Manica destra · Pantaloncini · Calzettoni · Calzettoni | Manica sinistra · Manica sinistra · Maglietta · Maglietta · Manica destra · Manica destra · Pantaloncini · Pantaloncini · Calzettoni · Calzettoni |

| GK             | 1  | Claudio Bravo (C) |     |     |
| CB             | 5  | Francisco Silva   | 24’ |     |
| CB             | 21 | Marcelo Díaz      | 34’ |     |
| CB             | 17 | Gary Medel        | 44’ |     |
| RM             | 4  | Mauricio Isla     |     |     |
| CM             | 20 | Charles Aránguiz  | 87’ |     |
| CM             | 8  | Arturo Vidal      |     |     |
| LM             | 15 | Jean Beausejour   |     |     |
| AM             | 10 | Jorge Valdivia    |     | 75’ |
| CF             | 11 | Eduardo Vargas    |     | 95’ |
| CF             | 7  | Alexis Sánchez    |     |     |
| Sostituzioni:  |    |                   |     |     |
| MF             | 14 | Matías Fernández  |     | 75’ |
| FW             | 22 | Ángelo Henríquez  |     | 95’ |
| CT:            |    |                   |     |     |
| Jorge Sampaoli |    |                   |     |     |

| GK              | 1  | Sergio Romero     |     |     |
| RB              | 4  | Pablo Zabaleta    |     |     |
| CB              | 15 | Martín Demichelis |     |     |
| CB              | 17 | Nicolás Otamendi  |     |     |
| LB              | 16 | Marcos Rojo       | 55’ |     |
| RM              | 6  | Lucas Biglia      |     |     |
| CM              | 14 | Javier Mascherano | 56’ |     |
| LM              | 21 | Javier Pastore    |     | 81’ |
| RW              | 10 | Lionel Messi (C)  |     |     |
| CF              | 11 | Sergio Agüero     |     | 74’ |
| LW              | 7  | Ángel Di María    |     | 29’ |
| Sostituzioni:   |    |                   |     |     |
| FW              | 22 | Ezequiel Lavezzi  |     | 29’ |
| FW              | 9  | Gonzalo Higuaín   |     | 74’ |
| MF              | 19 | Éver Banega       | 91’ | 81’ |
| CT:             |    |                   |     |     |
| Gerardo Martino |    |                   |     |     |

Man of the Match:
Arturo Vidal (Cile).

## Riconoscimenti
Al termine della competizione sono stati assegnati diversi riconoscimenti individuali e di squadra.
- Miglior giocatore: non assegnato[1]
- Capocannonieri:  Paolo Guerrero ed  Eduardo Vargas
- Miglior giovane:  Jeison Murillo
- Miglior portiere:  Claudio Bravo[43]
- Premio Fair Play:  Perù

## Classifica marcatori
4 reti
- Paolo Guerrero
- Eduardo Vargas

3 reti
- Sergio Agüero
- Arturo Vidal (2 rig.)
- Lucas Barrios

2 reti
- Ángel Di María
- Gonzalo Higuaín
- Marcelo Moreno (1 rig.)
- Charles Aránguiz
- Enner Valencia
- Miller Bolaños
- Matías Vuoso
- Raúl Jiménez (1 rig.)

1 rete
- Édgar Benítez
- André Carrillo
- Douglas Costa
- Christian Cueva
- Roberto Firmino
- José Giménez

- Derlis González (1 rig.)
- Mauricio Isla
- Gary Medel
- Lionel Messi (1 rig.)
- Miku
- Jeison Murillo

- Neymar
- Javier Pastore
- Claudio Pizarro
- Ronald Raldes
- Robinho
- Cristian Rodríguez

- Marcos Rojo
- Salomón Rondón
- Alexis Sánchez
- Thiago Silva
- Martin Smedberg-Dalence
- Nelson Haedo Valdez

Autoreti
- Gary Medel (pro  Perù)
- Ronald Raldes (pro  Cile)